# Peter Förster (Intendant)

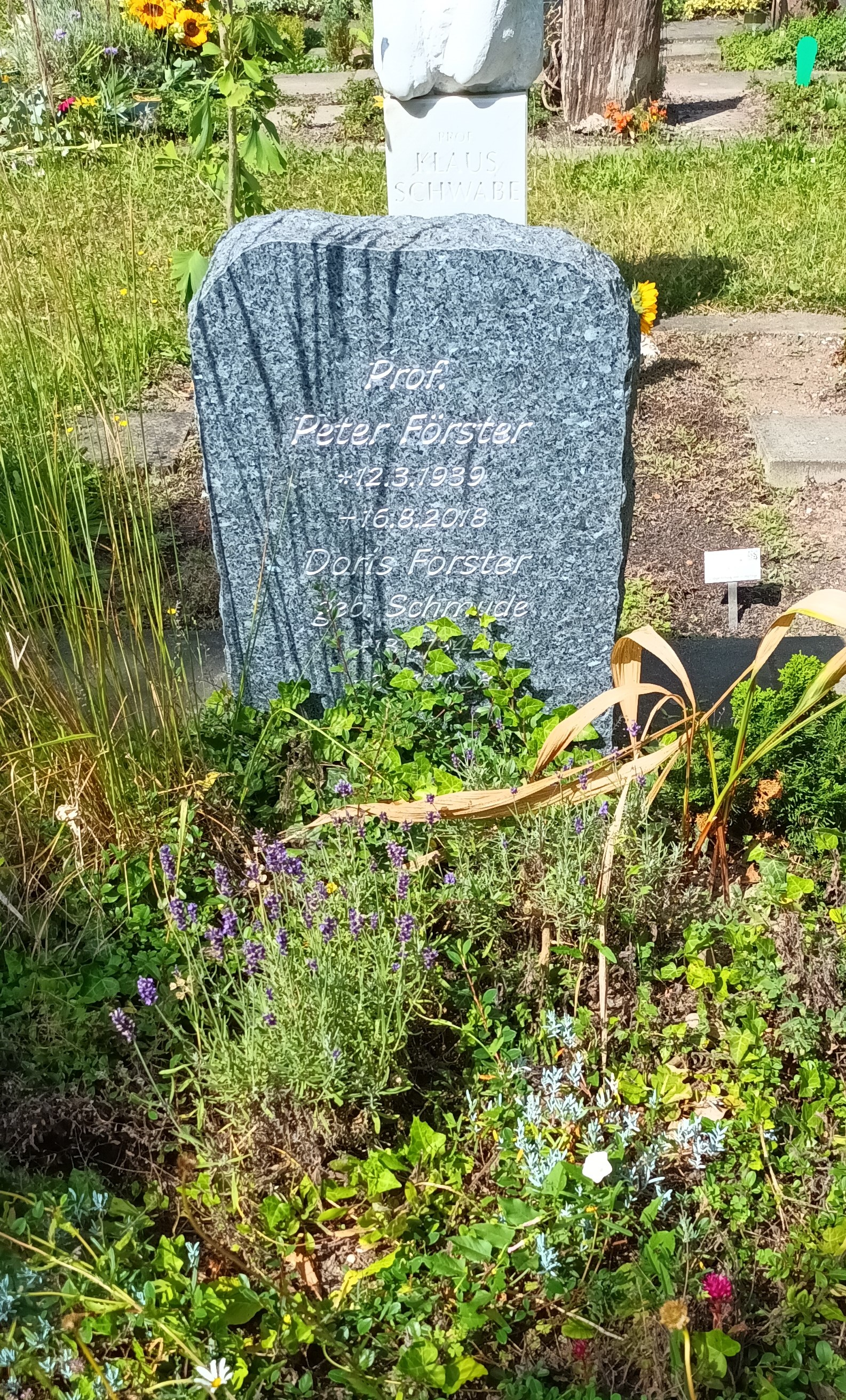
Grabstätte Peter Förster

Peter Förster (* 12. März 1939 in Dresden; † 16. August 2018 in Leipzig) war ein deutscher Schauspielpädagoge und Intendant des Landestheaters Halle.
Er war Absolvent der ehemaligen Theaterhochschule Leipzig (1965) und dozierte dort später als Regisseur und Professor für Schauspieltheorie und -praxis. Ab 1975 war Förster als Leiter der Theaterhochschule tätig. Darüber hinaus inszenierte er im In- und Ausland. Zwischen 1988 und 1990 war der Schauspielpädagoge Intendant des Landestheaters Halle. Danach arbeitete er als Pädagoge an einem sozialpädiatrischen Institut in Hamburg.
Seine Grabstätte befindet sich auf dem Leipziger Südfriedhof, II. Abteilung.